# ロボット相撲
ロボット相撲（ロボットずもう）はロボット競技の一つ。参加者が自作したロボットを力士に見立て、相手を土俵から押し出した方が勝利となる。

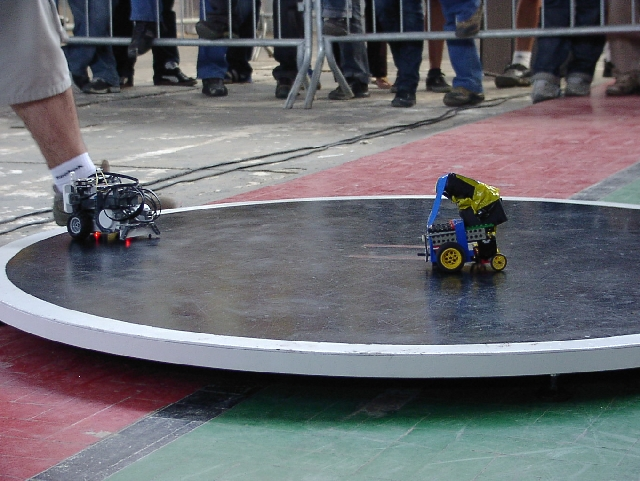
RoboCore Robot Sumo

ロボット相撲は、1989年に富士ソフト株式会社が実験戦全日本ロボット相撲大会を開催したことから始まりました。それ以来、ロボット相撲は広がり、ヨーロッパ、メキシコ、ブラジルなど世界で最も人気のあるロボット競技の一つとなり、 世界中で合計8万人が相撲ロボットの開発に積極的に取り組んでいます。
類似した大会が世界中で開催されているが、特に富士ソフトが主催する「全日本ロボット相撲大会」が著名である。

大きく分けてリモコンで人間が操作するルールと、プログラムにより動作するルールがあり、全日本ロボット相撲大会では2部門に分けて開催されている。

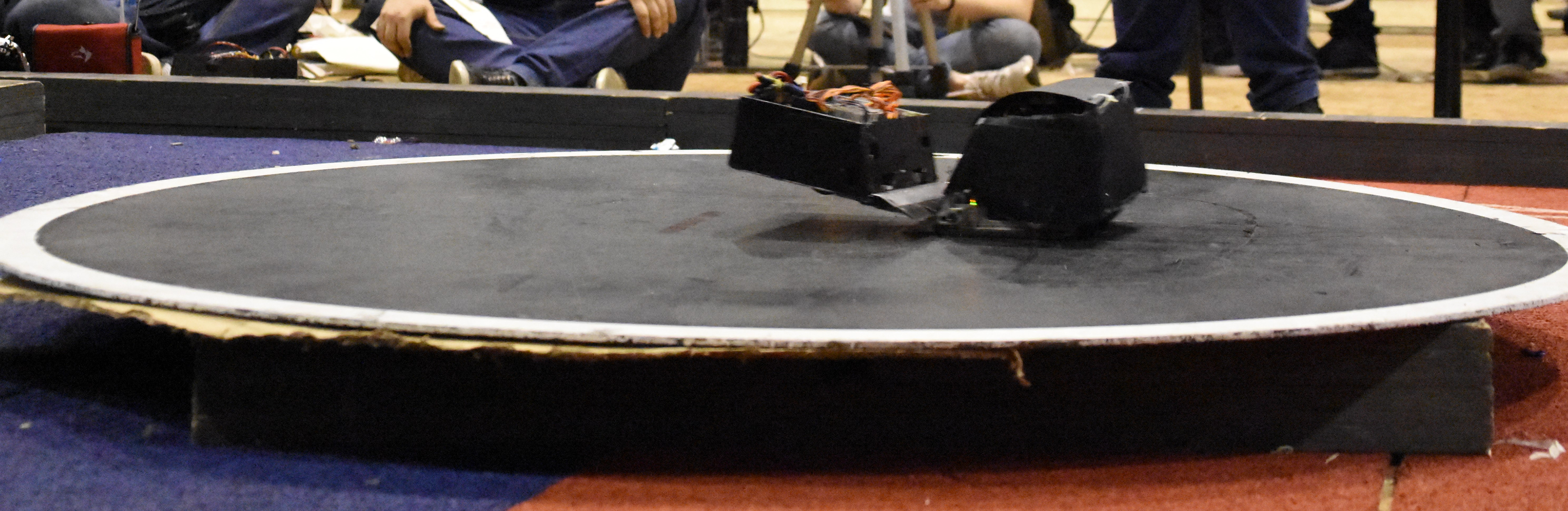
ブラジルで行われたロボット相撲の試合。